# Gašpar Mašek
Gašpar Mašek, češki (slovenski) skladatelj in dirigent, * 6. januar 1794, Praga, † 13. maj 1873, Ljubljana.
Prvo glasbeno izobrazbo je prejel pri svojem očetu, Vincentu Mašku, ki je bil klavirski virtuoz in pedagog, študij glasbe pa je nadaljeval na praškem konservatoriju. Leta 1812 je postal kapelnik vojaške godbe 8. divizije češke armade, ker je deloval 3 leta. Leta 1819 je postal kapelnik stanovskega gledališča v Gradcu, kjer je spoznal sopranistko Amalijo Horni, s katero se je poročil. Skupaj sta se preselila v Ljubljano, kjer je Gašpar postal vodja orkestra filharmonične družbe in njenega zbora. Bil je tudi kapelnik v ljubljanskem Stanovskem gledališču. Leta 1822 je postal učitelj v glasbeni šoli. V sezoni 1833-34 sta z ženo ustanovila »operno družino« in najela gledališče, ki pa jima je prineslo velike dolgove. V tem času je tudi umrl avstrijski cesar in v znak žalovanja je bila dlje časa prepovedana vsakršna zabava. Zakonca Mašek sta bankrotirala z dolgovi 3000 goldinarjev. Leto kasneje je Amalija umrla, Gašpar pa je bil v smislu glasbenega prizadevanja degradiran in osamljen. Denar je služil tudi s prepisovanjem in preprodajanjem notnega materiala. Leta 1854 se je kot profesor glasbe upokojil, na delovnem mestu pa ga je nasledil njegov sin in učenec, skladatelj Kamilo Mašek, ki pa je pet let zatem umrl. Gašpar ga je preživel za 14 let.

## Dela
- Slovanska uvertura (1870), za orkester
- Kdo je mar, samospev na besedilo Jovana Vesela (nagrajen leta 1860 v Pragi)
- Slovenski zvoki (1864), samospev
- Soldaška, samospev
- Gazele (1870), samospev

- ostala simfonična dela: variacije, koncerti, plesi
- cerkvena glasba: maše, graduali, ofertoriji...

- operi
  - Neznani
  - Emina

- opereta
  - Kaznivi